# Rachel-Carson-Preis
Der Rachel Carson Prize ist ein internationaler Umweltschutzpreis, der seit 1991 vergeben wird. Seinen Namen trägt er zu Ehren der US-amerikanischen Biologin und Sachbuchautorin Rachel Carson, die 1962 mit ihrem Buch Der Stumme Frühling eine weltweite Debatte über den Einsatz von DDT auslöste und die US-amerikanische Umweltbewegung maßgeblich beeinflusste. 
Der Preis wird alle zwei Jahre vergeben und besteht aus Geld und der Verleihung einer Skulptur in Form eines Kormorans, die von der Bildhauerin Irma Bruun Hodne geschaffen wurde. 
Preisträgerinnen:
- 1991: Sidsel Mørck, norwegische Autorin
- 1993: Bergljot Børresen, norwegische Vegetarierin
- 1995: Anne Grieg, norwegische Psychiaterin
- 1997: Berit Ås, norwegische Psychologin und Feministin
- 1999: Theo Colborn, amerikanische Zoologin
- 2001: Renate Künast, deutsche Politikerin
- 2003: Åshild Dale, norwegische Bäuerin
- 2005: Malin Falkenmark, schwedische Professorin für Wasserkunde
- 2007: Sheila Watt-Cloutier, Inuit und Klimawissenschaftlerin
- 2009: Marie-Monique Robin, französische Investigativjournalistin und Filmemacherin, für den Dokumentarfilm Monsanto, mit Gift und Genen
- 2011: Marilyn Mehlmann, britische Umweltaktivistin
- 2013: Sam Fanshawe, britische Meeresbiologin
- 2015: Mozhgan Savabieasfahani, iranische Ökotoxikologin
- 2017: Sylvia Earle, US-amerikanische Meeresbiologin
- 2019: Greta Thunberg, schwedische Klimaschutzaktivistin
- 2021: Maja Lunde, norwegische Schriftstellerin
- 2023: Raquel Peixoto, brasilianische Meeresbiologin